# Rhodachlya
Rhodachlya, rod crvenih alga smješten u zasebnu porodicu (Rhodachlyaceae) i red (Rhodachlyales). Dio je podrazreda Nemaliophycidae. Postoje svega tri priznate vrste; asve su morske.
Posljednja treća vrsta R. westii, otkrivena je u Brazilu na delti rijeke Parnaíba i opisana 2020. godine

## Vrste
1. Rhodachlya hawaiiana A.Kurihara, J.A.West, K.Y.Conklin & A.R.Sherwood
2. Rhodachlya madagascarensis J.A.West, J.L.Scott, K.A.West, U.Karsten, S.L.Clayden & G.W.Saunders
3. Rhodachlya westii L.P.Soares, N.S.Yokoya, S.M.Guimarães, Yonesh. & M.T.Fujii 2020